# Diloma bicanaliculata
Diloma bicanaliculata, common name the knobbed top shell, là một loài ốc biển, là động vật thân mềm chân bụng sống ở biển, trong họ Trochidae, họ ốc đụn.